# محمد حسین کریمی جهان آبادی
محمد حسین کریمی جهان آبادی( ۱۰ خرداد ۱۳۷۵ در مشهد) یک شناگر و عضو تیم ملی پارا شنا ایران است.
محمد حسین کریمی در اولین تجربه حضور خود در مسابقات بین المللی در مالزی موفق به کسب یک نشان طلا
و همچنین شکستن رکورد آسیا در ماده ۱۰۰ متر آزاد در این مسابقات شد.

## بازی های پارا آسیایی اینچئون ۲۰۱۴
وی علارقم سن کم در مسابقات انتخابی پارا آسیایی اینچئون به عضویت تیم ملی بزرگسالان در آمد و همچنین در این مسابقات موفق به کسب یک نشان نقره و چهار نشان برنز شد و به عنوان جوان ترین مدال آور کاروان و جزو پر مدال ترین ورزشکاران انتخاب شد.

## بازی های پارا آسیایی جوانان مالزی ۲۰۱۳
محمد حسین کریمی در اولین تجربه حضور خود در مسابقات بین المللی در مالزی موفق به کسب یک نشان 
طلا و همچنین شکستن رکورد آسیا در ماده ۱۰۰ متر آزاد در این مسابقات شد.

## کاپ جهانی لهستان ۲۰۱۵
وی در کاپ جهانی لهستان موفق به کسب سه مدال نقره شد.

## کاپ جهانی برلین آلمان ۲۰۱۸
وی در این مسابقات کاپ جهانی برلین آلمان  یک مدال نقره و یک مدال برنز کسب کرد

## بازی های پارا آسیایی جاکارتا اندونزی۲۰۱۸
وی در این مسابقات بازی های پارا آسیایی جاکارتا اندونزی  موفق به کسب نشان برنز شد

## بازی های پارا آسیاییهانگژو۲۰۲۲
کریمی که سومین دوره حضور در بازی های پارا آسیایی خود را تجربه میکرد تنها نماینده شنای کم بینایان در هانگژو بود که با موفق به کسب یک مدال نقره و دو برنز شد 
همچنین وی در بین سال های ۹۰ تا ۱۴۰۲ با حضور در مسابقات قهرمانی کشور موفق به کسب بیش از ۱۰۰ مدال طلا و کسب عناوین شناگر برتر در این مسابقات شده است و دارنده بیش از ۱۵ رکورد ملی در کشور است.

## معلولیت
وی به طور مادرزاد دچار مشکل کم بینایی است.